# Lesbisches Aktionszentrum Westberlin
Le Centre d'action lesbien de Berlin-Ouest (LAZ) est issu du groupe de femmes fondé en 1972 au sein de l'Action homosexuelle de Berlin-Ouest (HAW). Les actions et les revendications du LAZ ont grandement participé à l'acquisition de droits et à la visibilisation de la communauté lesbienne en Allemagne.

## Histoire
En août 1971, à la suite de la projection du film Ce n'est pas l'homosexuel qui est pervers, mais la situation dans laquelle il vit de Rosa von Praunheim, une cinquantaine de personnes se réunit pour planifier la création de l'Action Homosexuelle de Berlin-Ouest (HAW). Dès le printemps 1972, un groupe de femmes, dirigé entre autres par Gisela Necker (de), se forme au sein de l'HAW.
En 1973, à la suite d'une campagne lesbophobe menée par le groupe de presse Axel Springer, le groupe de femme de l'HAW mène sa toute première action publique en collaboration avec le Centre des femmes de Berlin-Ouest.
À partir de 1974, le groupe de femmes de l'HAW met en place à Berlin-Ouest la première réunion autonome de lesbiennes, qui deviennent les Lesben-Frühlings-Treffen (litt. Rencontres du Printemps lesbien) quelques années plus tard. C'est également en 1974 qu'une partie des militantes du groupe de femmes se scinde pour former le groupe de lesbiennes L74.
À partir de 1975, le groupe de femmes s'autonomise pour fonder le Centre d'action lesbien de Berlin-Ouest (LAZ), qui emménage dans ses propres locaux, au 20a de la Kulmer Straße (de). À partir de 1987, un service de conseil aux lesbiennes se met en place.
Si les toutes premières militantes du LAZ sont majoritairement des femmes actives, de plus en plus d'étudiantes rejoignent le mouvement et apportent avec elles des revendications plus engagées à gauche.
Ces positions donnent naissance à un nouveau radicalisme qui distingue les lesbiennes des féministes hétérosexuelles, postulant que « le féminisme est une théorie, le lesbianisme est une pratique ».